# Avanza
Avanza Bank är en svensk digital bank, främst verksam inom sparande, placeringar och pension. Avanza grundades 1999 för att erbjuda digital aktiehandel för privatpersoner till konkurrenskraftiga priser. Deras verksamhet sker främst digitalt via hemsida och appar. Avanza har idag över 2 000 000 kunder och 7,5 procent marknadsandel av sparkapitalet på den svenska sparmarknaden (juli 2024).
Inom koncernen ingår de helägda dotterbolagen Avanza Bank AB, Försäkringsaktiebolaget Avanza Pension, Avanza Fonder AB och Placera Media Stockholm AB. Avanza-aktien handlas på Stockholmsbörsens Large Cap lista.
År 2022 har bolaget cirka 650 anställda och kontoret är beläget på Regeringsgatan i Stockholm.

## Historik

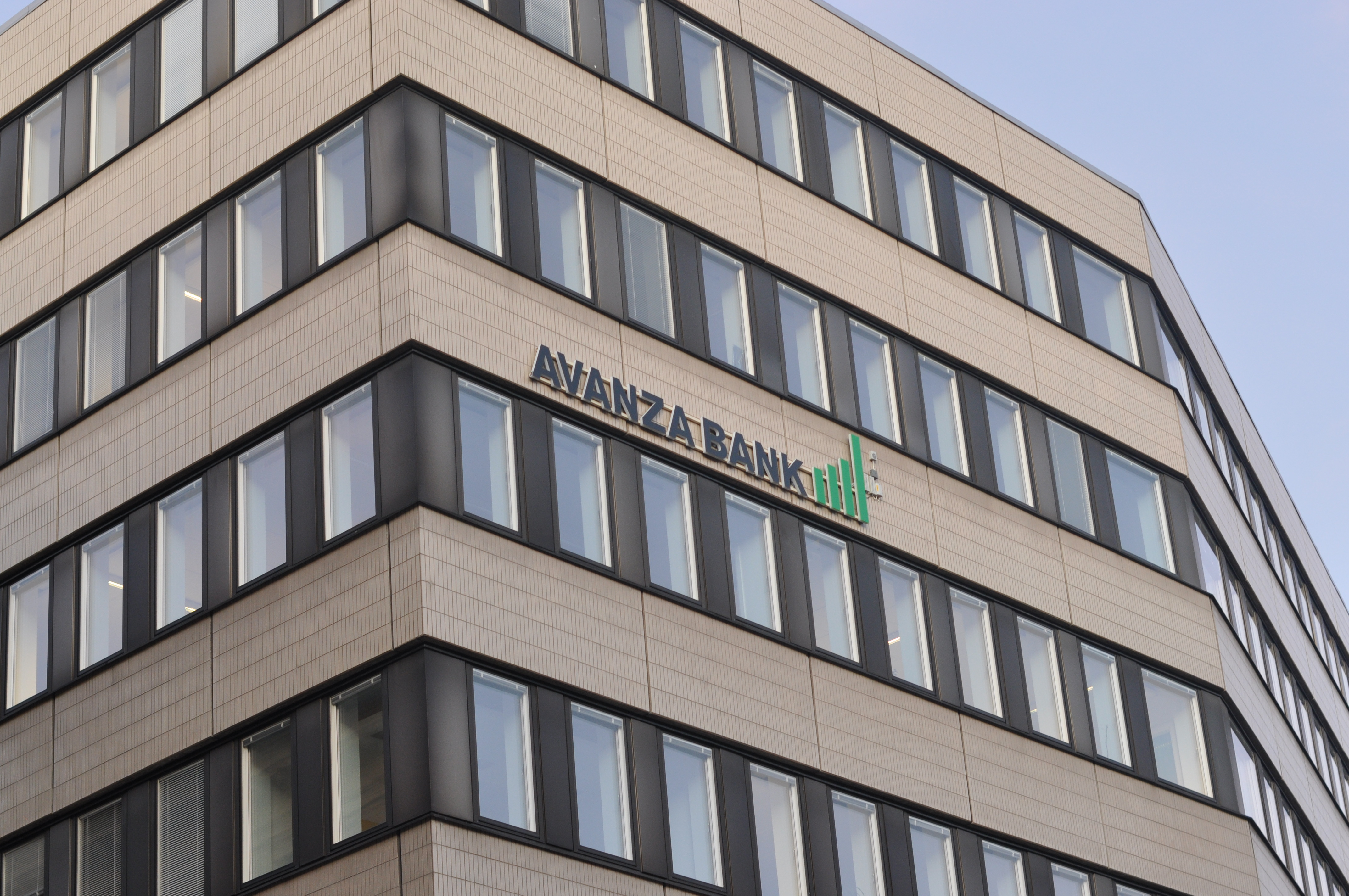
Kontoret på Regeringsgatan

Avanza Bank grundades 1999 som HQ.se efter en sammanslagningen mellan HQ.se, Avanza, Aktiespararna Fondkommission, Aktiespar. År 2001 antogs varumärket Avanza för verksamheten, som innan sammanslagningen funnits som en egen aktör sedan 13 februari 1998. I och med sammanslagningen blev Avanza Sveriges största nätmäklare med mer än 140 000 aktiva privatsparare och institutionella kunder och en marknadsandel på 50 procent bland de renodlade nätmäklarna. Den 1 september 2001 lanseras hemsidan Avanza.se.
2006 grundades dotterbolaget Avanza Fonder AB, som sedan lanserade den första fonden utan avgifter, Avanza Zero. I maj 2006 förvärvades Börsveckan AB vars huvudverksamhet är tidningen Börsveckan. I september samma år lanserade även Avanza spartidningen Placera, med Gunnar Wrede som chefredaktör. Det redaktionella innehållet på Placera produceras sedan hösten 2024 av Affärsvärlden. 
Nuvarande VD är Gustaf Unger som tillträdde i slutet av mars 2023. Nicklas Storåkers var under tolv år VD sedan starten 1999 till oktober 2011. Martin Tivéus blev sedan ny VD fram till i maj 2016 då Henrik Källén, tidigare VD för Avanza Pension och COO tog då över som tillförordnad VD. Den 7 november 2016 blev Johan Prom VD efter Källén. Den 6 november 2017 blev Rikard Josefson, tidigare VD på Länsförsäkringar Bank, VD.Josefson efterträddes av Gunnar Olsson som agerade tillförordnad VD

## Verksamhet
Avanzas primära verksamhet är att vara en bank för sparande och placeringar, inklusive pensionssparande. Det totala sparkapitalet på Avanza är idag över 900 miljarder kronor (september 2024). Det motsvarar 7,5% av sparkapitalet på den totala svenska sparmarknaden. På senare år har man även valt att bredda sin verksamhet mot bolån, först mot sina private banking kunder (K4 2013), och senare mot en bredare kundgrupp (K4 2017). 
Avanza har huvudkontor på Regeringsgatan i Stockholm. Kundkontakt sker främst via internet eller telefon.
Utåt profileras sparekonomen Philip Scholtzé och privatekonomen Felicia Schön. Tidigare sparekonomer är Nicklas Andersson, Johanna Kull och Claes Hemberg.    
Avanzas största ägare är grundaren Sven Hagströmer med familj och bolaget Creades AB som bildades 2012 då den tidigare huvudägaren Investment AB Öresund delades upp.

## Verkställande direktörer
- Nicklas Storåkers, 1999–2011
- Martin Tivéus, 2011–2016[7]
- Johan Prom, 2016–2017
- Rikard Josefson, 2017–2023
- Knut Frängsmyr, 2023
- Gunnar Olsson, 2023–2024 (t.f)
- Gustaf Unger 2024–

## Utmärkelser
Avanza Bank har vunnit en rad olika utmärkelser, bland annat "Årets nöjdaste sparkunder" av Svenskt Kvalitetsindex varje år från 2010 till 2023.

## Övrigt
Som pionjär inom internetbaserade finansiella tjänster i Sverige har Avanza fungerat som plantskola för personer som sedan startat egna bolag inom internetbaserade tjänster, e-handel och finans. Exempel på bolag som startats av personer som har jobbat eller jobbar på Avanza: 
- Lysa [14]
- Qapital[15]
- Dreams[16]
- NS Intressenter[17]
- Pineberry[18]
- Vidunbaby.se[19]
- Dronecam.se[20]
- Kang Stavar[21]
- Altered Company[22]
- Borgo[23]